# Tetradiclis
Tetradiclidaceae là một họ được ghi nhận như là tùy chọn tách ra từ họ Nitrariaceae trong hệ thống APG II năm 2003, nhưng không được công nhận trong hệ thống APG III năm 2009 và chi duy nhất của họ này được gộp vào họ Nitrariaceae nghĩa rộng.
Họ này khi được công nhận sẽ bao gồm 1 loài cây thân thảo có danh pháp Tetradiclis tenella (đồng nghĩa: Anatropa tenella, T. caspia, T. corniculata, T. eversmanni, T. salsa). Loài này cao 10–20 cm, không lông, sống một năm. Chúng có lá mọng, không cuống, các lá thấp nhất mọc đối, các lá còn lại mọc so le. Các hoa mọc thành cụm hoa dạng xim giống như bông. Hoa mẫu 4, đường kính 0,5–1 mm, cuống hoa dài tới 1,5 mm, mọc ở nách các lá bắc. Các lá đài dài khoảng 0,5 mm. Các cánh hoa dài khoảng 1 mm, màu trắng. Quả nang chẻ 3 ngăn, chứa 4-6 hạt nhỏ, ít nội nhũ, phôi thẳng. Khu vực sinh sống là khu vực từ Ai Cập và đông nam châu Âu qua Trung Đông tới Trung Á.